# Dagsboro
Dagsboro és una població dels Estats Units a l'estat de Delaware. Segons el cens del 2000 tenia 519 habitants.

## Demografia
Segons el cens del 2000, Dagsboro tenia 519 habitants, 226 habitatges, i 141 famílies. La densitat de població era de 157,8 habitants per km².
Dels 226 habitatges en un 28,8% hi vivien nens de menys de 18 anys, en un 49,6% hi vivien parelles casades, en un 7,5% dones solteres, i en un 37,6% no eren unitats familiars. En el 31% dels habitatges hi vivien persones soles el 17,3% de les quals corresponia a persones de 65 anys o més que vivien soles. El nombre mitjà de persones vivint en cada habitatge era de 2,3 i el nombre mitjà de persones que vivien en cada família era de 2,89.
Per edats la població es repartia de la següent manera: un 22,2% tenia menys de 18 anys, un 7,5% entre 18 i 24, un 28,9% entre 25 i 44, un 26% de 45 a 60 i un 15,4% 65 anys o més.
L'edat mediana era de 38 anys. Per cada 100 dones de 18 o més anys hi havia 84,5 homes.
La renda mediana per habitatge era de 37.596 $ i la renda mediana per família de 43.750 $. Els homes tenien una renda mediana de 36.667 $ mentre que les dones 27.250 $. La renda per capita de la població era de 21.322 $. Aproximadament el 6,2% de les famílies i el 5,9% de la població estaven per davall del llindar de pobresa.

## Poblacions més properes
El següent diagrama mostra les poblacions més properes.